# Tonikaku Kawaii
Tonikaku Kawaii: Fly Me to the Moon (トニカクカワイイ Fly Me to the Moon?, lit. Bonita, llévame a la Luna), también conocida como TONIKAWA: Over the Moon for You, es un manga shōnen escrito e ilustrado por Kenjiro Hata. Es serializado en el semanario Shūkan Shōnen Sunday de Shōgakukan desde el 14 de febrero de 2018, con un debut de dos capítulos y, ha sido compilada en 32 volúmenes tankōbon. Una adaptación a anime producida por Seven Arcs se estrenó el 2 de octubre de 2020. La segunda temporada se estrenó el 7 de abril de 2023.

## Sinopsis
Nasa Yuzaki, un joven genio con un peculiar nombre, al distraerse con una hermosa chica, es atropellado por un camión el día de sus exámenes de ingreso a la preparatoria. Para su sorpresa, ella lo salva poniéndose delante de él para reducir el impacto, ya que pensó que iba a suicidarse, por lo que Nasa decide perseguir (aún estando malherido) a la chica que lo salvó, confesando su amor por ella en una parada de autobús. La joven, Tsukasa Tsukuyomi, acepta convertirse en su novia, pero solo si se casan primero. Cuando Nasa cumple 18 años, todavía está pensando en la promesa que hizo ese día. De repente, Tsukasa aparece en su puerta con un formulario de matrimonio, el cual Nasa acepta, comenzando así su relación y su matrimonio. La historia nos muestra la vida de recién casados de Nasa y Tsukasa, y como a medida que se desarrolla la relación, comienzan a ser más íntimos.

## Personajes
Nasa Yuzaki (由崎 星空 Yuzaki Nasa?)
 Seiyū: Junya Enoki, Diego Becerril (español latino)
Él es el protagonista masculino principal. Un genio cotidiano, se encuentra con el destino cuando fue atrapado en un terrible accidente, pero fue salvado por Tsukasa. Al declarar su amor por ella, Tsukasa acepta con la condición de que se case con ella, con lo que Nasa inmediatamente respondió con un "sí" inquebrantable. Dos años más tarde, Nasa se reúne con Tsukasa, llevando una forma de matrimonio para entregarla a la oficina, legalizando su relación.
Tsukasa Tsukuyomi/Yuzaki (月読／由崎 司 Tsukuyomi/Yuzaki Tsukasa?)
 Seiyū: Akari Kitō, Cecilia Guerrero (español latino)
Ella es la protagonista femenina principal. Después de salvar a Nasa, ella acepta su confesión solo si él se casa con ella. Desapareciendo durante Dos años, regresa al lado de Nasa con la documentación necesaria para legalizar su relación. Durante los primeros capítulos, ella señala el cambio de nombre legal al que se sometió al convertirse en la esposa de Nasa, inicialmente burlándose de él, con su ahora nombre Tsukasa Yuzaki. A lo largo de la historia, se ponen capas sobre capas de misterio sobre ella y ha habido muchas comparaciones de sus similitudes con la princesa Kaguya. Más adelante se revela que sufre de inmortalidad, debido a que su padre le dio a beber el elixir de la vida de la princesa Kaguya, dado que estaba a punto de morir debido a una enfermedad, haciendo que quede con la apariencia de una niña de 16 años que los ha cumplido un total de 1400 veces, Nasa le ha prometido cumplirle su deseo de que vuelva a ser mortal.
Kaname Arisugawa (有栖川 要 Arisugawa Kaname?)
 Seiyū: Yū Serizawa, Casandra Acevedo (español latino)
La kōhai de Nasa y la cuidadora principal de la casa de baños pública de los Arisugawa. Es la defensora más explícita de la relación de Nasa hasta el punto de educar tanto a Nasa como a Tsukasa en formas de avanzar en su relación, así como de intentar forzar situaciones con el mismo objetivo de que avance de la relación. A pesar de ser joven, es muy madura y siempre le da buenas sugerencias a Nasa para que lo ayuden con su vida de pareja. Al igual que su madre, a ella le gustan los chistes sucios y, aparentemente, no tiene miedo de limpiar el baño de los hombres mientras Nasa está allí. Ella no es tímida y prefiere un enfoque directo de las cosas.
Aya Arisugawa (有栖川 綾 Arisugawa Aya?)
 Seiyū: Sumire Uesaka, Erika Langarica (español latino)
La excompañera de clase de Nasa y tiene sentimientos explícitos por Nasa. Sin embargo, ella entiende las circunstancias, y apoya plenamente la relación de Nasa con Tsukasa. Ella es la hermana mayor de Kaname. Ella es una tonta perezosa, pero Kaname la considera del "lado genio" por su gran capacidad de aprendizaje. En contraste con eso, generalmente no entiende las cosas importantes y se confunde en un abrir y cerrar de ojos. Su pasatiempo favorito es jugar videojuegos y, por lo general, incita a Kaname a jugar con ella.
Chitose Kaginoji (鍵ノ寺 千歳 Kaginoji Chitose?)
 Seiyū: Konomi Kohara, Nycolle González (español latino)
Es la nieta de Tokiko Tsukiyomi. Una niña de 14 años que admira a Tsukasa como su "hermana". Sin embargo, Tsukasa no está relacionada de sangre con ella, y Tsukasa se la presenta a Nasa como "una hija de una familia por la que fue atendida antes". Anhela a Tsukasa y no acepta que Nasa y Tsukasa se casen. Entonces, cuando Tsukasa fue a Nara para conocer a los padres de Nasa, los siguió y probó a Nasa como su "novio falso", y él le dijo: "Me casé para demostrar mi amor". Después de escuchar eso volvió a Tokio sintiéndose satisfecha.
Charlotte (シャーロット Shārotto?)
 Seiyū: Hitomi Ōwada, Alicia Vélez (español latino, temporada 1) y Regina Tiscareño (español latino, temporada 2)
Es una de las sirvientas de Chitose.
Aurora (アウロラ?)
 Seiyū: Yuki Nagaku, Adriana Núñez (español latino)
Es una de las sirvientas de Chitose.

## Media

### Manga
Kenjiro Hata lanzó el manga en la edición #12 del 2018 de la revista Shūkan Shōnen Sunday de Shōgakukan, con un debut de dos capítulos el 14 de febrero de 2018. Shōgakukan ha compilado los capítulos individuales volúmenes tankōbon, el primero de ellos publicado el 18 de mayo de 2018. Con el lanzamiento de su segundo volumen el 17 de agosto de 2018, se lanzó un video teaser con el grupo musical japonés Earphones. Hasta el momento se han publicado treinta y dos volúmenes tankōbon.
La editorial Shogakukan publicó la portada y los detalles del décimo octavo volumen recopilatorio del manga escrito e ilustrado por Kenjirou Hata, Tonikaku Kawaii (Fly Me to The Moon). La descripción confirmó que la franquicia literaria ha superado las 3.7 millones de copias en circulación acumuladas (incluyendo el tiraje de este volumen y las copias digitales vendidas) y que el lanzamiento está programado para el próximo 18 de noviembre (2021) en Japón.

#### Lista de volúmenes
| N.º | Fecha de lanzamiento     | ISBN original          |
| --- | ------------------------ | ---------------------- |
| 01  | 18 de mayo de 2018       | ISBN 978-4-09-128263-7 |
| 02  | 17 de agosto de 2018     | ISBN 978-4-09-128384-9 |
| 03  | 18 de octubre de 2018    | ISBN 978-4-09-128557-7 |
| 04  | 18 de enero de 2019      | ISBN 978-4-09-128778-6 |
| 05  | 18 de marzo de 2019      | ISBN 978-4-09-129087-8 |
| 06  | 18 de junio de 2019      | ISBN 978-4-09-129164-6 |
| 07  | 16 de agosto de 2019     | ISBN 978-4-09-129315-2 |
| 08  | 18 de octubre de 2019    | ISBN 978-4-09-129433-3 |
| 09  | 17 de enero de 2020      | ISBN 978-4-09-129544-6 |
| 10  | 18 de marzo de 2020      | ISBN 978-4-09-129565-1 |
| 11  | 18 de mayo de 2020       | ISBN 978-4-09-850070-3 |
| 12  | 18 de agosto de 2020     | ISBN 978-4-09-850171-7 |
| 13  | 16 de octubre de 2020    | ISBN 978-4-09-850269-1 |
| 14  | 18 de diciembre de 2020  | ISBN 978-4-09-850284-4 |
| 15  | 16 de abril de 2021      | ISBN 978-4-09-850396-4 |
| 16  | 17 de junio de 2021      | ISBN 978-4-09-850591-3 |
| 17  | 18 de agosto de 2021     | ISBN 978-4-09-850641-5 |
| 18  | 18 de noviembre de 2021  | ISBN 978-4-09-850734-4 |
| 19  | 18 de febrero de 2022    | ISBN 978-4-09-850871-6 |
| 20  | 17 de junio de 2022      | ISBN 978-4-09-851156-3 |
| 21  | 15 de septiembre de 2022 | ISBN 978-4-09-851263-8 |
| 22  | 16 de diciembre de 2022  | ISBN 978-4-09-851478-6 |
| 23  | 16 de marzo de 2023      | ISBN 978-4-09-851770-1 |
| 24  | 16 de junio de 2023      | ISBN 978-4-09-852122-7 |
| 25  | 15 de septiembre de 2023 | ISBN 978-4-09-852841-7 |
| 26  | 18 de diciembre de 2023  | ISBN 978-4-09-853048-9 |
| 27  | 18 de marzo de 2024      | ISBN 978-4-09-853176-9 |
| 28  | 18 de junio de 2024      | ISBN 978-4-09-853376-3 |
| 29  | 18 de septiembre de 2024 | ISBN 978-4-09-853572-9 |
| 30  | 18 de diciembre de 2024  | ISBN 978-4-09-853804-1 |
| 31  | 18 de marzo de 2025      | ISBN 978-4-09-854020-4 |
| 32  | 18 de junio de 2025      | ISBN 978-4-09-854151-5 |
| 33  | 18 de septiembre de 2025 | ISBN 978-4-09-854239-0 |

### Anime
Una adaptación a anime fue anunciada el 4 de marzo de 2020. La serie es animada por Seven Arcs y dirigida por Hiroshi Ikehata, con Kazuho Hyodo escribiendo los guiones, Masakatsu Sasaki diseñando los personajes y Endō componiendo la música. Esta serie se estrenó el 2 de octubre de 2020 en Tokyo MX, ytv° y BS-NTV. El tema de apertura es Koi no Uta (feat. Tsukasa Tsukuyomi) (恋のうた（feat. 由崎司）?) interpretado por Akari Kitō, mientras que el tema de cierre Tsuki to Hoshizora (月と星空?) es interpretado por KanoeRana. Crunchyroll está transmitiendo la serie en territorios seleccionados como parte de su catálogo Crunchyroll Originals. El 12 de noviembre de 2020, Crunchyroll anunció que el anime sería doblado al español latino y se estrenó el 20 de noviembre.
El 19 de diciembre de 2020, se anunció que la serie recibirá una animación de video original (OVA) en 2021.
En el sitio oficial para la adaptación al anime del manga escrito e ilustrado por Kenjirou Hata, Tonikaku Kawaii (Fly Me to the Moon), se publicó el primer video promocional para la segunda temporada del proyecto. El comunicado de prensa no confirmó los detalles de producción o la fecha de estreno, pero sí añadió que la franquicia animada tendrá también un episodio adicional que probablemente se estrene antes de la segunda temporada. El nuevo episodio, estaba originalmente programado para transmitirse en Crunchyroll en el tercer trimestre de 2022, pero se retrasó hasta el 22 de noviembre de 2022. La segunda temporada se estrenó el 8 de abril de 2023. Akari Kitō, como Tsukasa Yuzaki, volverá a interpretar el tema de apertura «Setsuna no Chikai» (刹那の誓い?), así como el tema de cierre «Yoru no Katasumi» (夜のかたすみ?).
El 14 de junio de 2023, se anunció una ONA spin-off de 4 episodios titulada Tonikaku Kawaii Joshi Kō-hen. Se estrenó el 12 de julio de 2023. La ONA se transmite en Crunchyroll fuera de Asia.

## Recepción
El manga tenía más de 250,000 copias en circulación en octubre de 2018, y más de 400,000 copias en circulación hasta febrero de 2019.
En 2019, Tonikaku Kawaii fue uno de los ganadores del premio Tsugi ni Kuru Manga en la categoría «impresos».
La editorial Shogakukan publicó la portada y los detalles del décimo octavo volumen recopilatorio del manga escrito e ilustrado por Kenjirou Hata, Tonikaku Kawaii (Fly Me to The Moon). La descripción confirmó que la franquicia literaria ha superado las 3.7 millones de copias en circulación acumuladas (incluyendo el tiraje de este volumen y las copias digitales vendidas) y que el lanzamiento está programado para el próximo 18 de noviembre (2021) en Japón.